# Antihipertenzivi
Antihipertenzivi jesu lijekovi za liječenje hipertenzije (ili hipertonije), bolesti poznatije kao povišeni krvni tlak. Pojam antihipertenzivi u kolokvijalnom razgovoru obično podrazumijeva sve lijekove koji se koriste za liječenje hipertenzije, međutim, treba reći da je pojam antihipertenzivi u pravilu rezerviran za one lijekove za liječenje hipertenzije koji ne spadaju niti u jednu drugu skupinu (diuretici, vazodilatatori, beta blokatori, blokatori kalcijevih kanala, ACE inhibitori i ATII inhibitori)

## Farmakologija
Antihipertenzivi su jedna od najvažnijih i najčešće propisivanih lijekova. Međutim, pojam antihipertenziva je vrlo širok. On podrazumijeva nekoliko skupina lijekova koji po ATK klasifikaciji imaju vlastite skupine i službeno ne spadaju u antihipertenzive po ATK klasifikaciji, ali se koriste za liječenje hipertenzije. Za liječenje hipertenzije koriste se sljedeće skupine koje jednim nazivom možemo nazvati antihipertenzivni lijekovi:
antihipertenzivi u užem smislu riječi (alfa-blokatori, direktni vazodilatatori)
- diuretici
- organski nitrati
- beta blokatori
- blokatori kalcijevih kanala
- inhibitori angiotenzin konvertirajućeg enzima (ACE inhibitori)
- inhibitori angiotenzina II (ATII inhibitori).

Svi ovi lijekovi koriste se za liječenje hipertenzije, ali samo antihipertenzivi u užem smislu te riječi spadaju u zasebnu ATK skupinu pod nazivom "Antihipertenzivi". Stoga možemo reći da su svi antihipertenzivi antihipertenzivni lijekovi, ali nisu svi antihipertenzivni lijekovi antihipertenzivi. U tu skupinu spadaju:
- antiadrenergici koji djeluju centralno (rezerpin, guanfacin, klonidin, metildopa i antagonisti imidazolinskih receptora poput moksonidina)
- antiadrenergici koji djeluju na ganglije (trimetafan, mekamilamin)
- antiadrenergici koji djeluju periferno (alfa-blokatori poput doksazosina, prazosina i urapidila)
- pripravci koji djeluju na glatku muskulaturu arteriola (diazoksid, hidralazin, minoksidil i natrijev nitroprusid)
- ostali antihipertenzivi (veratrum, metirozin, pargilin, ketanserin)

## Kombiniranje antihipertenzivnih lijekova
Karakteristika svih antihipertenzivnih lijekova jest da se oni vrlo često kombiniraju. Naime, upotrebom samo jednog antihipertenzivnog lijeka teško je liječiti hipertenziju, jer krvni tlak regulira više mehanizama - autonomni živčani sustav i bubrežni sustav te reninsko-angiotenzinski sustav. Obično, kada uporabimo jedan lijek koji djeluje preko jednog mehanizma dolazi do privremenog pada tlaka, ali se aktiviraju mehanizmi koji dovode do poništenja učinka tog lijeka. Zbog toga se u liječenju hipertenzije pribjegava razumnom kombiniranju lijekova (racionalna politerapija). 
Liječenje hipertenzije i odabir lijekova ovisi o više faktora. Prije svega ovisi o tome koji je uzrok hipertenzije. Ako dominira povećanje sistoličkog tlaka (povećan gornji tlak, a donji relativno normalan) tada je jasno da do hipertenzije dolazi zbog povećanog perifernog otpora krvnih žila pa treba dati lijek za opuštanje krvnih žila. Ako je, pak, donji tlak više povišen u odnosu na gornji tada treba smanjiti ukupni volumen krvi, pa se radije daju diuretici. Odabir lijeka ovisi i o bolestima od kojih pacijenti obično pate - hipertenzičari su obično starije osobe koje pate od više bolesti (dijabetes, angina pectoris, astma, hiperlipidemija, reumatske bolesti i dr.). 
U liječenju se primjenjuje princip "stupanj po stupanj" i počinje se s nekim blagim lijekom, obično diuretikom ili beta blokatorom, a ako ti lijekovi ne pomognu dovoljno u terapiju ulazi drugi lijek (antiadrenergik ili ACE inhibitor), a ako je potrebno može se dodati i treći lijek (ATII inhibitor, blokator kalcijevih kanala, organski nitrat). Kada će koji lijek biti kada uveden, nije nešto što se može svesti pod jednostavna pravila - kombiniranje antihipertenzivnih lijekova vrlo je komplicirano i pri tome se mora voditi računa o mogućim neželjenim interakcijama između lijekova te između lijekova i pacijentovih bolesti, kao i o naravi pacijentove hipertenzije. Stoga je pristup liječenju hipertenzije izrazito individualan i praćen velikim oprezom u kombiniranju antihipertenzivnih lijekova.